# Lagynochthonius
Lagynochthonius es un género de pseudoscorpiones de la familia Chthoniidae. Se distribuyen por Oceanía, Asia, África subsahariana, Macaronesia, Sudamérica y las Antillas.

## Especies
Según Pseudoscorpions of the World:
- Lagynochthonius annamensis (Beier, 1951)
- Lagynochthonius arctus (Beier, 1967)
- Lagynochthonius asema Edward & Harvey, 2008
- Lagynochthonius australicus (Beier, 1966)
- Lagynochthonius bakeri (Chamberlin, 1929)
- Lagynochthonius brincki (Beier, 1973)
- Lagynochthonius callidus (Hoff, 1959)
- Lagynochthonius cavicola Muchmore, 1991
- Lagynochthonius curvidigitatus
- Lagynochthonius dybasi (Beier, 1957)
- Lagynochthonius exiguus (Beier, 1952)
- Lagynochthonius ferox (Mahnert, 1978)
- Lagynochthonius flavus (Mahnert, 1986)
- Lagynochthonius fragilis Judson, 2007
- Lagynochthonius gigas (Beier, 1954)
- Lagynochthonius guasirih (Mahnert, 1988)
- Lagynochthonius hamatus Harvey, 1988
- Lagynochthonius himalayensis (Morikawa, 1968)
- Lagynochthonius hygricus Murthy & Ananthakrishnan, 1977
- Lagynochthonius indicus Murthy & Ananthakrishnan, 1977
- Lagynochthonius innoxius (Hoff, 1959)
- Lagynochthonius insulanus Mahnert, 2007
- Lagynochthonius irmleri (Mahnert, 1979)
- Lagynochthonius johni (Redikorzev, 1922)
- Lagynochthonius kapi Harvey, 1988
- Lagynochthonius kenyensis (Mahnert, 1986)
- Lagynochthonius leemouldi Edward & Harvey, 2008
- Lagynochthonius lopezi Mahnert, 2011
- Lagynochthonius microdentatus Mahnert, 2011
- Lagynochthonius minor (Mahnert, 1979)
- Lagynochthonius mordor Harvey, 1989
- Lagynochthonius nagaminei (Sato, 1983)
- Lagynochthonius novaeguineae (Beier, 1965)
- Lagynochthonius oromii Mahnert, 2011
- Lagynochthonius paucedentatus (Beier, 1955)
- Lagynochthonius polydentatus Edward & Harvey, 2008
- Lagynochthonius ponapensis (Beier, 1957)
- Lagynochthonius proximus (Hoff, 1959)
- Lagynochthonius pugnax (Mahnert, 1978)
- Lagynochthonius roeweri Chamberlin, 1962
- Lagynochthonius salomonensis (Beier, 1966)
- Lagynochthonius sinensis (Beier, 1967)
- Lagynochthonius subterraneus Mahnert, 2011
- Lagynochthonius tenuimanus Mahnert, 2011
- Lagynochthonius thorntoni Harvey, 1988
- Lagynochthonius tonkinensis (Beier, 1951)
- Lagynochthonius typhlus Muchmore, 1991
- Lagynochthonius zicsii (Mahnert, 1978)

## Publicación original
- Beier, 1951: Die Pseudoscorpione Indochinas. Mémoires du Muséum National d'Histoire Naturelle, Paris, nouvelle série, vol. 1, p. 47-123.